# Paraphernalien (Rechtsgeschichte)
Als Paraphernalien (altgriechisch: para = neben und pherna = Gabe), auch Paraphernalgut, bezeichnete die ältere Rechtssprache das persönliche Eigentum der Braut, welches neben der Mitgift von der Braut in die Ehe eingebracht wurde. Nach der Eheschließung gingen die Paraphernalien in die Verwaltung des Ehemannes über, aber nicht in dessen Eigentum. Sie wurden auch nicht gemeinschaftliches Eigentum, sondern blieben Eigentum der Ehefrau.
Diese Bedeutung des Wortes ist heute veraltet. In der heutigen bürgerlichen Ehe gilt ohne besondere Vereinbarung die Zugewinngemeinschaft. Das Vermögen der Ehepartner bleibt auch nach der Eheschließung getrennt. Nur im Falle von Scheidung oder Tod eines Partners wird ein Zugewinnausgleich gemäß § 1363, § 1371, § 1372 BGB durchgeführt. Heute wird das Wort in Zusammenhang mit einer Ehe deshalb in der Bedeutung persönlicher Besitz verwendet.
Paraphernalien ist ein Pluralwort und wird deshalb nicht in der Einzahl verwendet.